# Archaeoserphites
Archaeoserphites (лат.) — ископаемый род наездников, единственный в составе семейства Archaeoserphitidae из надсемейства Serphitoidea (Proctotrupomorpha). Известно 2 вида. Меловой период (Ливан, Мьянма).

## Описание
Мелкие наездники, длиной менее 2 мм. Голова яйцевидная, с закруглённой макушкой; усиковые валики почти соприкасаются, расположены низко на лице, у основания наличника; усики коленчатые; скапус толстый, цилиндрический; жгутик состоит из 12 флагелломеров, не булавовидный; угловатый гребень непосредственно под усиковыми валиками, так что наличник направлен более вентрально; сложные глаза большие и занимают большую часть головы в профиль; скуловая область сравнительно длинная, со скуловой бороздой; нижнечелюстные щупики имеются, короткие (губные щупики не видны или, возможно, отсутствуют).

## Систематика
Известно два ископаемых вида из меловых бирманского и ливансокого янтарей. Род основан на типовом виде Archaeoserphites melqarti и имеет, как и Serphitidae, двухчленистый трубчатый стебелёк между грудью и брюшком как у некоторых муравьёв. У Archaeoserphites есть несколько примитивных черт по сравнению с Serphitidae (например, редуцированная птеростигма, сходная со многими хальцидоидами; большее количество члеников жгутика; отчетливая скуловая бороздка), но одновременно проявляются и собственные производные черты (например, угловатая нижняя часть лица с опущенным наличником; меньшие мандибулы; крупная переднеспинка; сращенные проплевры).
- †Archaeoserphites melqarti Engel, 2015 (ливанский янтарь)[1]
- †Archaeoserphites engeli Rasnitsyn and Öhm-Kühnle, 2020 (бирманский янтарь)[3]